# Старе Ярошовиці
Старе Ярошовиці (пол. Stare Jaroszowice) — село в Польщі, у гміні Болеславець Болеславецького повіту Нижньосілезького воєводства.
Населення — 309 осіб (2011).
У 1975-1998 роках село належало до Єленьоґурського воєводства.

## Демографія
Демографічна структура станом на 31 березня 2011 року:
|          | Загалом | Допрацездатний вік | Працездатний вік | Постпрацездатний вік |
| -------- | ------- | ------------------ | ---------------- | -------------------- |
| Чоловіки | 155     | 36                 | 106              | 13                   |
| Жінки    | 154     | 30                 | 93               | 31                   |
| Разом    | 309     | 66                 | 199              | 44                   |